# Copa Panamericana de Hockey sobre césped femenino de 2013
La IV Copa Panamericana de Hockey sobre césped Femenino de 2013 se celebró en Mendoza (Argentina) entre el 21 de septiembre y el 28 de septiembre de 2013.
El campeón de este torneo clasificó al campeonato mundial.
Los primeros 6 equipos clasificaron a la siguiente Copa Panamericana, mientras tanto los equipos ubicados en el 7.º y 8.º lugar debieron jugar el Challenge Panamericano.
Asimismo, los dos equipos mejores clasificados en esta competición que aún no habían clasificado a los Juegos Panamericanos de 2015, obtuvieron la clasificación a dicho torneo.

## Clasificación
| Fecha                             | Evento                         | Lugar del evento       | Plazas | Clasificados                                         |
| --------------------------------- | ------------------------------ | ---------------------- | ------ | ---------------------------------------------------- |
| País local                        | País local                     | País local             | 1      | Argentina                                            |
| 7–15 de febrero de 2009           | Copa Panamericana 2009         | Hamilton, Bermudas     | 5      | Estados Unidos Chile Trinidad y Tobago Canadá México |
| 31 de julio – 7 de agosto de 2011 | Copa Panamericana Desafío 2011 | Río de Janeiro, Brasil | 2      | Uruguay Guyana                                       |
| Total                             | Total                          | Total                  | 8      |                                                      |

## Primera fase

### Grupo A
| Equipo            | J | G | E | P | GF | GC | DG  | PTS |
| ----------------- | - | - | - | - | -- | -- | --- | --- |
| Argentina         | 3 | 3 | 0 | 0 | 40 | 0  | 40  | 9   |
| Canadá            | 3 | 2 | 0 | 1 | 13 | 6  | 7   | 6   |
| Trinidad y Tobago | 3 | 1 | 0 | 2 | 1  | 17 | -16 | 3   |
| Guyana            | 3 | 0 | 0 | 3 | 0  | 31 | -31 | 0   |

- Resultados

| Fecha | Hora¹ | Partido           | Partido | Partido           | Resultado |
| ----- | ----- | ----------------- | ------- | ----------------- | --------- |
| 21.09 | 18:30 | Canadá            | -       | Guyana            | 8-0       |
| 21.09 | 21:00 | Argentina         | -       | Trinidad y Tobago | 12-0      |
| 22.09 | 18:30 | Trinidad y Tobago | -       | Guyana            | 1-0       |
| 22.09 | 21:00 | Canadá            | -       | Argentina         | 0-6       |
| 24.09 | 18:30 | Trinidad y Tobago | -       | Canadá            | 0-5       |
| 24.09 | 21:00 | Argentina         | -       | Guyana            | 22-0      |

### Grupo B
| Equipo         | J | G | E | P | GF | GC | DG  | PTS |
| -------------- | - | - | - | - | -- | -- | --- | --- |
| Estados Unidos | 3 | 3 | 0 | 0 | 17 | 2  | 15  | 9   |
| Chile          | 3 | 1 | 1 | 1 | 10 | 5  | 5   | 4   |
| Uruguay        | 3 | 1 | 1 | 1 | 5  | 6  | -1  | 4   |
| México         | 3 | 0 | 0 | 3 | 0  | 19 | -19 | 0   |

- Resultados

| Fecha | Hora¹ | Partido        | Partido | Partido        | Resultado |
| ----- | ----- | -------------- | ------- | -------------- | --------- |
| 21.09 | 13:30 | Estados Unidos | -       | México         | 6-0       |
| 21.09 | 17:00 | Chile          | -       | Uruguay        | 0-0       |
| 21.09 | 13:30 | Chile          | -       | Estados Unidos | 1-5       |
| 22.09 | 17:00 | México         | -       | Uruguay        | 0-4       |
| 23.09 | 13:30 | México         | -       | Chile          | 0-9       |
| 23.09 | 17:00 | Estados Unidos | -       | Uruguay        | 6-1       |

## Segunda fase

### Semifinales
| Fecha | Hora¹ | Partido        | Partido | Partido | Resultado |
| ----- | ----- | -------------- | ------- | ------- | --------- |
| 26.09 | 18:30 | Estados Unidos | -       | Canadá  | 4-0       |
| 26.09 | 21:00 | Argentina      | -       | Chile   | 5-0       |

### 3 Puesto
| Fecha | Hora¹ | Partido | Partido | Partido | Resultado |
| ----- | ----- | ------- | ------- | ------- | --------- |
| 28.09 | 18:30 | Canadá  | -       | Chile   | 2-1       |

### Final
| Fecha | Hora¹ | Partido   | Partido | Partido        | Resultado |
| ----- | ----- | --------- | ------- | -------------- | --------- |
| 28.09 | 21:00 | Argentina | -       | Estados Unidos | 1-0       |

## Partidos de clasificación

### 5/8 Puesto
| Fecha | Hora¹ | Partido           | Partido | Partido | Resultado     |
| ----- | ----- | ----------------- | ------- | ------- | ------------- |
| 26.09 | 11:30 | Uruguay           | -       | Guyana  | 6-0           |
| 26.09 | 14:00 | Trinidad y Tobago | -       | México  | 4-4 (2-3 PEN) |

### 7 Puesto
| Fecha | Hora¹ | Partido | Partido | Partido           | Resultado |
| ----- | ----- | ------- | ------- | ----------------- | --------- |
| 28.09 | 11:30 | Guyana  | -       | Trinidad y Tobago | 2-3       |

### 5 Puesto
| Fecha | Hora¹ | Partido | Partido | Partido | Resultado     |
| ----- | ----- | ------- | ------- | ------- | ------------- |
| 28.09 | 14:00 | Uruguay | -       | México  | 1-1 (3-4 PEN) |

| Campeón de la Copa Panamericana 2013 |
| ------------------------------------ |
| Argentina Cuarto Título              |

## Medallero
|           |                |        |
| Argentina | Estados Unidos | Canadá |

## Estadísticas

### Clasificación general
| 1. Argentina         |
| 2. Estados Unidos    |
| 3. Canadá            |
| 4. Chile             |
| 5. México            |
| 6. Uruguay           |
| 7. Trinidad y Tobago |
| 8. Guyana            |

## Clasificados al Mundial 2014
| Bandera de Argentina |
| Argentina            |
| -------------------- |

## Reconocimientos
| Mayor goleadora | Jugadora del Torneo | Arquera del Torneo | Juego Limpio |
| --------------- | ------------------- | ------------------ | ------------ |
| Carla Rebecchi  | Luciana Aymar       | Claudia Schuler    | Guyana       |